# Anne Heitmann
Anne Heitmann (* 1964) ist eine ehemalige deutsche Leichtathletin.

## Leben
Die Pinnebergerin Heitmann wurde 1982 mit einer Leistung von 1,87 Meter deutsche Jugendmeisterin im Hochsprung.
Die für die LG Wedel-Pinneberg antretende Heitmann übersprang im Mai 1982 1,88 Meter und stellte damit einen Landesrekord Schleswig-Holsteins auf. 1,88 Meter blieben ihr Höchstwert im Freien, in der Halle waren es 1,89 Meter (aufgestellt 1983). Sie wurde 1981 und 1983  Dritte bei den deutschen Freiluftmeisterschaften und 1982 Zweite bei den deutschen Meisterschaften in der Halle.
Auf internationaler Ebene vertrat Heitmann die Bundesrepublik Deutschland bei sieben Länderkämpfen, bei den Halleneuropameisterschaften im März 1982 in Mailand erreichte sie mit 1,85 Meter den 13. Platz.